# Коломейцев, Леонид Викторович
Леони́д Ви́кторович Коломе́йцев (1909 станица Тихорецкая, Кавказский отдел, Кубанская область — 2001, Киев, Украина) — советский военачальник, Генерал-лейтенант авиации (18.02.1958). Командующий 5-й гвардейской штурмовой авиационной дивизией в годы Великой Отечественной войны. Участник Советско-финской войны.

## Биография
Леонид Викторович Коломейцев родился в 1909 году в станице Тихорецкая, Кубанская область в бедной рабочей семье. Отец — Коломейцев Виктор Кирьянович слесарь, мама домохозяйка. Семья переехала в Новороссийск, где Леонид Викторович окончил 8 классов школе. Продолжил обучение в ФЗУ, ходил на завод на практику, хорошо освоил слесарную работу и даже получил разряд. С 1929 года член ВКП(б).
26 мая 1931 г. поступил в 1-ю военную школу летчиков им. А. Ф. Мясникова по спецнабору ВКП(б). После окончания обучения в августе 1932 г. был оставлен в ней инструктором-летчиком. В августе 1933 г. направлен в 15-ю тяжелую бомбардировочную авиаэскадрилью ВВС Калининского ВО, где прослужил 5 лет в должностях командира корабля, авиаотряда, инструктора-летчика по технике пилотирования. С августа 1938 г. проходил службу командиром эскадрильи и пом. командира полка з 6-й тяжелой бомбардировочной авиаэскадрилье в г. Ржев, затем в КОВО. В сентябре 1939 г. полк был переформирован в 16-й скоростной бомбардировочный. В конце 1939 г. капитан Л. В. Коломейцев был откомандирован на учёбу на Липецкие авиационные курсы усовершенствования ВВС РККА. В январе 1940 г., в связи с убытием полка в район боевых действий на Северо-Западный фронт, он был отозван с курсов и назначен командиром 2-й эскадрильи. В ходе Советско-финляндской войны 1939—1940 гг. полк вел боевые действия на ухтинском направлении. Лично капитан Л. В. Коломейцев совершил 33 боевых вылета, за что был награждён орденом Красного Знамени. По окончании боевых действий вновь направлен на Липецкие авиационные курсы усовершенствования ВВС Красной армии, по завершении учёбы в сентябре 1940 г. назначен командиром 208-го дальнебомбардировочного авиаполка.
В начале Великой Отечественной войны капитан Л. В. Коломейцев в первом же боевом вылете 30 июня 1941 г. был сбит истребителем противника в районе Двинска и получил сильные ожоги. В течение 24 дней с другим членом экипажа пробирался в часть по территории, занятой противником. Командование внесло Коломейцева с его экипажем внесли в список пропавших без вести.

из воспоминаний Леонида Викторовича:

24 июня 1941 получил задание лететь по Двине к сосредоточению фашистских войск. Лётчики разбомбили скопление врага, но самолёт командира был подбит. Увидев в лесу небольшую полянку, он сумел посадить горящую машину. Во время жёсткой посадки у стрелка была разбита нога. Командир со штурманом только успели его вытащить, как самолёт взорвался. Перевязали стрелку рану и начали пробираться к своим с раненым на руках. К счастью, встретили повозку с белорусскими обжигателями угля. В их лагере оставили раненого. Нога его опухла и кровоточила. Кость была разбита. Пришлось отрезать ногу пилой. С этим человеком мы встречались уже после войны в 1948 году. А тогда — в 1941 командир со штурманом 24 дня прошагали по занятой фашистами территории.

После выхода из окружения в августе 1941 г. он был назначен зам. начальника Тамбовской военной школы пилотов ОрВО. С ноября исполнял должность начальника учебного Тамбовского авиационного центра переучивания летчиков ОрВО и ПриВО. С 24 марта 1942 г. командовал 208-м штурмовым авиаполком 227-й штурмовой авиадивизии, которая входила в состав 2-й воздушной армии Брянского фронта и принимала участие в Воронежско-Ворошиловградской оборонительной операции. 6 августа вступил в командование 267-й штурмовой авиадивизией. С 23 октября дивизия вошла в состав 1-го смешанного авиакорпуса 17-й воздушной армии Юго-Западного фронта и вела боевые действия юго-западнее Сталинграда, действовала в районах Серафимовичи, Перелазовский, Боковская, Тацинская, Морозовский, Каменск. По организации боевой работы дивизия занимала 1-е место в корпусе. С января 1943 г. дивизия в составе 1-го смешанного авиакорпуса 17-й воздушной армии поддерживала войска Юго-Западного фронта в ходе наступления на ворошиловградском направлении, затем в марте была выведена в резерв Ставки ВГК. За успешное выполнение боевых заданий командования в боях с немецкими захватчиками, организованность и дисциплину, за героизм личного состава она 1 мая 1943 г. была преобразована в 5-ю гвардейскую штурмовую авиадивизию. В июле 1943 г. дивизия в составе Юго-Западного фронта и участвовала в Изюм-Барвенковской, Донбасской наступательных операциях, в битве за Днепр, Запорожской, Днепропетровской, Никопольско-Криворожской, Березнеговато-Снигиревской и Одесской наступательных операциях. За отличия в боях за освобождение г. Запорожье и проявленные при этом доблесть и мужество 14 октября 1943 г. ей было присвоено почетное наименование «Запорожская». В мае 1944 г. дивизия была переподчинена 1-му гвардейскому смешанному авиакорпусу. В июле она в составе корпуса вошла в 8-ю, затем во 2-ю воздушную армию и участвовала в Львовско-Сандомирской, Восточно-Карпатской, Висло-Одерской, Нижнесилезской, Верхнесилезской, Берлинской и Пражской наступательных операциях.
За время войны комдив Коломейцев был восемь раз упомянут в благодарственных в приказах Верховного Главнокомандующего
После войны продолжал командовать этой дивизией. В июне 1947 г. генерал-майор авиации Л. В. Коломейцев был назначен командиром 4-го штурмового авиакорпуса СГВ. С апреля 1948 по декабрь 1949 г. учился на ВАК при Высшей военной академии им. К. Е. Ворошилова, по окончании которых назначен пом. командующего по строевой части 73-й воздушной армии ТуркВО. С июля 1950 по октябрь 1953 г. находился в спецкомандировке в Чехословакии, был старшим военным советником при командующем ВВС. По возвращении в СССР в декабре 1953 г. назначен командиром 60-го гвардейского штурмового авиакорпуса 26-й армии БВО. С 1956 г. исполнял должность командующего ВВС Сибирского военного округа. 
В январе 1961 г. уволен в запас.
После увольнения из армии Коломейцев двадцать лет, до семидесяти трёх лет, трудился начальником гражданской обороны на Киевском радиозаводе.

## Награды и звания
- орден Ленина (30.12.1956)[4]
- четыре ордена Красного Знамени (21.05.1940[5], 17.06.1943[6], 16.10.1944[7], 19.11.1951[4])
- орден Суворова II степени (25.05.1945)[8]
- орден Кутузова II степени (23.02.1945)[9]
- Орден Богдана Хмельницкого II степени (06.04.1945)[10]
- орден Отечественной войны I степени  (06.04.1985)[11]
- орден Красной Звезды (06.08.1946)[4]
- медали в том числе:
  - «За боевые заслуги» (03.11.1944)[4]
  - «За оборону Сталинграда»
  - «За Победу над Германией в Великой Отечественной войне 1941—1945 гг.»
  - «За взятие Берлина»
  - «За освобождение Праги»
  - «Ветеран Вооружённых Сил СССР»
- знак «50 лет пребывания в КПСС»

Приказы (благодарности) Верховного Главнокомандующего в которых отмечен Л. В. Коломейцев.
- За овладение штурмом крупным областным и промышленным центром Украины городом Запорожье – важнейшим транспортным узлом железнодорожных и водных путей и одним из решающих опорных пунктов немцев в нижнем течении Днепра. 14 октября 1943 года. № 33.
- За овладение штурмом городами и крупными железнодорожными узлами Владимир-Волынский и Рава-Русская – важными опорными пунктами обороны немцев в Западней Украине. 20 июля 1944 года. № 143.
- За овладение городом и железнодорожной станцией Пиотркув (Петроков) – важным узлом коммуникаций и опорным пунктом обороны немцев на лодзинском направлении. 18 января 1945 года. № 227.
- За овладение городами немецкой Силезии Нейштедтель, Нейзальц, Фрейштадт, Шпроттау, Гольдберг, Яуэр, Штригау – крупными узлами коммуникаций и сильными опорными пунктами обороны немцев. 14 февраля 1945 года. № 278.
- За овладение на территории немецкой Силезии городом Грюнберг и в провинции Вранденбург городами Зоммерфельд и Зорау – важными узлами коммуникаций и мощными опорными пунктами обороны немцев. 15 февраля 1945 года. № 281.
- За прорыв обороны противника западнее и южнее города Оппельн, окружение и разгром группы немецких войск юго-западнее Оппельна, а также овладение в немецкой Силезии городами Нойштадт, Козель, Штейнау, Зюльц, Краппитц, Обер-Глогау, Фалькенберг, более 400 других населенных пунктов. 22 марта 1945 года. № 305.
- За завершение ликвидации группы немецких войск, окруженной юго-восточнее Берлина. 2 мая 1945 года. № 357.
- За овладение городом Дрезден — важным узлом дорог и мощным опорным пунктом обороны немцев в Саксонии. 8 мая 1945 года. № 366.